# Ресторатор (ведущий)
Рестора́тор (настоящее имя — Алекса́ндр Серге́евич Тима́рцев; род. 27 июля 1988, Ленинград) — российский рэпер, стример, создатель и бывший ведущий онлайн-шоу Versus Battle.

## Биография
Родился в Ленинграде 27 июля 1988 года. В раннем возрасте вместе с родителями переехал жить в Мурманск. После восьмого класса поступил в торгово-экономический колледж. В 2009 году служил в армии в медицинских войсках. Тимарцев вспоминает дедовщину и отсутствие снабжения в армии, заявляет, что никаких навыков не получил.
После армии переехал в Санкт-Петербург, где познакомился с репером Jubilee. Участвовал в уличных фристайл-баттлах, позднее также отвечал за их организацию.
В 2013 году проект «Cuts & Scratches» помог Ресторатору организовать шоу Versus Battle в жанре рэп-баттлов. 1 сентября того же года вышел первый баттл с Гарри Топором и Билли Миллиганом.
В 2016 году выпустил свой сольный альбом «5 бутылок водки».
В 2016 году выступил в шоу «Вечерний Ургант». 7 марта 2017 года дал интервью Юрию Дудю.
В 2017 году стал предпринимателем года по версии РБК.
В феврале 2020 года выпустил альбом «Непопулярное мнение».
1 мая 2020 года подтвердил в Твиттере, что больше не является ведущим Versus Battle. В октябре 2022 года заявил, что не скучает по шоу и возрождать его не планирует.
В декабре 2020 года выпустил альбом «Последний».
В 2021 году стал стримить на платформе Twitch.
21 сентября 2022 года, после объявления мобилизации в России, Тимарцев, занимающий антивоенную позицию, служивший в армии и подпадающий под призыв, переехал в Ереван. В Армении планирует заниматься стримингом и торговлей автомобилями и техникой.

## Личная жизнь
В 2013 году Тимарцев женился на своей девушке Евгении. У них родились дочь Виктория и сын Артур.

## Дискография

### Альбомы
- 5 бутылок водки (2016)
- Непопулярное мнение (2020)
- Последний (2020)

### Синглы
В качестве ведущего исполнителя:
- «Копия» (совместно с Лёхой Медь) (2016)
- «Ревность» (при уч. Zorin) (2019)
- «Молодость» (при уч. Zorin) (2019)
- «Недопесенка» (совместно с Витя CLassic) (2019)

В качестве приглашенного исполнителя:
- «Без дозаправки» (при уч. Энди Картрайта) (2014)
- «Настроенице» (при уч. Саши Скула) (2015)
- «Голоса» (2021)
- «Присядь» (2021)
- «Ты не забудешь» (2021)
- «Спокойной ночи» (2023)
- «Один» (2024)

## Примечание
1. ↑  Ресторатора тоже звали на круглый стол в Госдуму. Об этом он рассказал в интервью Studio 21. The-Flow.ru. Дата обращения: 29 января 2020. Архивировано 22 октября 2020 года.
2. ↑  Ресторатор обвинил Игоря Матвиенко в недостаточно широком кругозоре. www.intermedia.ru (21 февраля 2018). Дата обращения: 29 января 2020. Архивировано 29 января 2020 года.
3. ↑  Леонид Ромащенко. Бывшая жена Гуфа и Ресторатор стали ведущими шоу VBATTLE на Бали. Пятый канал. Дата обращения: 29 января 2020.
4. ↑  «Баттл-рэп мертв, и мы трахаем его труп». Lenta.ru. Дата обращения: 29 января 2020. Архивировано 2 января 2020 года.
5. ↑  Ксения Мельникова. «Я должен девять с половиной миллионов»: как основатель Versus Battle лишился бизнеса и зачем запустил реалити-шоу. Forbes.ru. Дата обращения: 31 июля 2020. Архивировано 4 августа 2020 года.
6. 1 2 3 4  Биография Ретсоратора vokrug.tv. Дата обращения: 11 января 2020. Архивировано 8 апреля 2019 года.
7. 1 2 3 4 5  «Я очень подхожу для мобилизации — и не очень люблю умирать» Рэпер Александр Тимарцев (Ресторатор) сделал Versus одним из главных символов Петербурга, а теперь уехал в Ереван из-за войны. Вот его интервью. Meduza. Дата обращения: 14 октября 2022. Архивировано 14 октября 2022 года.
8. ↑  Ресторатор «Пять бутылок водки» | RAP.RU. www.rap.ru. Дата обращения: 29 января 2020. Архивировано 18 января 2020 года.
9. ↑  Ресторатор дописал сольный альбом и пообещал также выложить бесплатный архив «для нищебродов» | RAP.RU. www.rap.ru. Дата обращения: 29 января 2020. Архивировано 9 февраля 2020 года.
10. ↑  Ресторатор выпустил песню «Ревность» | RAP.RU. www.rap.ru. Дата обращения: 29 января 2020. Архивировано 29 января 2020 года.
11. ↑  Никита Лихачёв. «Пошумим, пожалуйста»: культурный рэп-баттл в переехавшем в Петербург «Вечернем Урганте». TJ. Дата обращения: 28 июля 2020. Архивировано 28 июля 2020 года.
12. ↑  Ресторатор: "В середине марта ко мне приедет "семёрка" BMW, вот это уже хорошо будет". The-Flow.ru. Дата обращения: 28 июля 2020. Архивировано 28 июля 2020 года.
13. ↑  Юрий Дудь, Виталик Бутерин и создатель Versus Battle вошли в число победителей «Премии РБК» 2017 года — Офтоп на vc.ru. Дата обращения: 27 января 2023. Архивировано 27 мая 2022 года.
14. ↑  Ресторатор выпустил альбом "Непопулярное мнение". The-Flow.ru. Дата обращения: 28 июля 2020. Архивировано 28 июля 2020 года.
15. ↑  Ресторатор «Непопулярное мнение» | RAP.RU. www.rap.ru. Дата обращения: 28 июля 2020. Архивировано 28 июля 2020 года.
16. ↑  Алексей Мажаев. Рецензия: Ресторатор - «Непопулярное мнение». Intermedia. Дата обращения: 28 июля 2020. Архивировано 28 июля 2020 года.
17. ↑  Ресторатор подтвердил, что больше не ведет Versus. The-Flow.ru. Дата обращения: 10 мая 2020. Архивировано 1 мая 2020 года.
18. ↑  Ресторатор подтвердил, что больше не является ведущим Versus. Афиша. Дата обращения: 20 мая 2020. Архивировано 8 мая 2020 года.
19. ↑  У Ресторатора вышел альбом "Последний". The-Flow.ru (18 декабря 2020). Дата обращения: 22 декабря 2020. Архивировано 18 декабря 2020 года.
20. ↑  Ресторатор выпустил альбом «Последний». Афиша. Дата обращения: 22 декабря 2020. Архивировано 18 декабря 2020 года.
21. ↑  Ресторатор «Последний» | RAP.RU. tv.rap.ru. Дата обращения: 22 декабря 2020. Архивировано 25 января 2021 года.